# Laly Meignan
Laly Meignan (Boulogne-Billancourt, 5 de janeiro de 1968) é uma modelo e atriz francesa, conhecida por estrelar o sitcom Hélène et les Garçons e as séries spin-off, como Les Vacances de l'amour, que foi ao ar na televisão francesa por onze anos (1996-2007), além de atuar como apresentadora numa emissora daquele país e também no teatro.
Filha da brasileira Maria Laly Carneiro Meignan, cientista e condessa francesa de tradicional família potiguar, e exilada em França por conta da ditadura militar brasileira, em 1964.
Tem dois filhos: Milan, nascido em 2000 de seu relacionamento com o também ator Nicolas Filali, e Liam, nascido em 2007 da sua união com o fotógrafo Patrick Canigher. Com a notoriedade alcançada ela lançou uma marca própria de lingerie.

## Filmografia
- 1992 - Famille fou rire (Laly Paoli)
- 1992-1994 - Hélène et les Garçons (Laly)
- 1995-1996 - Le Miracle de l'amour (Laly)
- 1996 - Portrait chinois (Vendedora)
- 1996-2007 - Les Vacances de l'amour (Laly)
- 1999 - Island détectives (Anna Roberts)
- 1999 - Emma (Emma)
- 2007-2010 - Baie des flamboyants (Frances Guillerme)
- 2008 - SOS 18 (Mylène)
- 2008-2011 - Les Mystères de l'amour (Laly Polleï)
- 2012 - Le Jour où tout a basculé (Anaïs - episódio B40 : Mon frère a brisé mon couple)
- 2012 - Si près de chez vous (Catherine, esposa de Olivier - episódio Je ne me souviens de rien)
- 2013 - RIS police scientifique (Laurence Rochand - temporada 8, episódio 11: La Menace)
- 2013 - Petits secrets entre voisins (Sandrine - episódio Faux semblant)